# Guadua calderoniana
Guadua calderoniana är en gräsart som beskrevs av Ximena Londoño och Emmet J. Judziewicz. Guadua calderoniana ingår i släktet Guadua och familjen gräs. Inga underarter finns listade i Catalogue of Life.